# Agattu
Agattu (en aleuta Angatux̂; rus: Агатту) és una illa volcànica del grup de les illes Near, un subgrup de les illes Aleutianes, a l'estat d'Alaska, als Estats Units.
Amb una superfície de 221,59 km², Agattu és una de les illes deshabitades més grans de les Aleutianes. És la segona més gran del grup de les illes Near, després d'Attu. És volcànica i considerablement muntanyosa. L'illa no té arbres i té una vegetació similar a la tundra. El cim més alt s'eleva fins al 634 msnm. La seva longitud és de 30 km de llargada per 20 km d'amplada.

## Medi ambient
Agattu ha estat reconeguda com una important àrea per a la conservació de les aus per la BirdLife International. Té set grans colònies d'ocells marins i una població estimada de 66.000 ocells. Al voltant de l'1% de la població mundial de corb marí de màscara roja i fraret crestat niu a l'illa. Altres habitants són el territ roquer, l'escuraflascons becfí, el pinsà muntanyenc capgrís i el sit blanc. Les oques de Hutchins van ser reintroduïdes a l'illa després que les guineus en fossin eliminades durant la dècada de 1970. L'eliminació de les guineus també va permetre que els conservacionistes reintroduïssin la perdiu blanca d'Evermann (Lagopus muta evermanni). L'any 2006 es documentaren un mínim de 25 parelles reproduint-se a l'illa.

## Geologia
Agattu és única entre les illes Aleutianes volcàniques per estar composta, gairebé en la seva totalitat, per roques sedimentàries ben assentades. Aquestes roques es dipositaren clarament a l'aigua i estan compostes principalment per sílice amorf i detritus fins derivats d'un terreny volcànic. Les roques ígnies estan escassament representades per intrusions de pòrfir, diabase i traps. Tota l'illa ha estat afectada de manera important pel gel.

## Habitants
Les excavacions arqueològiques han descobert evidències i restes d'aleutes que vivien a l'illa vers des del 760 aC. A partir del nombre de jaciments arqueològics habitats simultàniament a l'illa, els experts han estimat que la població abans del contacte podria haver arribat als 500-1000 individus. Després del contacte rus amb els aleutes el 1751, la població de l'illa va disminuir precipitadament. Els comerciants russos es quedarien diversos anys a les illes properes caçant llúdria marina. Les interaccions amb els aleutes eren de vegades violentes. Un veterà navegant rus va ser assassinat pels locals el 1761. Durant la dècada de 1760 tots els habitants de les illes Near havien estat traslladats a un sol poble de l'illa d'Attu. Durant la Segona Guerra Mundial els habitants d'Attu foren empresonats al Japó i al final de la guerra els supervivents foren reassentats a l'illa d'Atka.